# Contea di Weston
La contea di Weston (in inglese Weston County) è una contea dello Stato del Wyoming, negli Stati Uniti. La popolazione al censimento del 2000 era di 6 644 abitanti. Il capoluogo di contea è Newcastle.

## Geografia
La contea si trova nel nord-est dello Stato. Il territorio è prevalentemente pianeggiante caratterizzato da praterie con una parte occupata dalle Black Hills.

### Contee confinanti
- Contea di Crook - nord
- Contea di Lawrence (Dakota del Sud) - nord-est
- Contea di Pennington (Dakota del Sud) - est
- Contea di Custer (Dakota del Sud) - sud-est
- Contea di Niobrara - sud
- Contea di Converse - sud-ovest
- Contea di Campbell - ovest

## Storia
La contea fu creata nel 1890 da parti della contea di Crook. Deve il suo nome a John Weston, un geologo.

## Comuni

### City
- Newcastle (capoluogo)

### Town
- Upton

### Census-designated places
- Hill View Heights
- Osage